# Alberto Dell'Acqua
Alberto Dell'Acqua (né le 14 mai 1944 à Campobasso) est un acteur et cascadeur italien. Il apparaît dans plus de quarante films depuis 1955, essentiellement des westerns spaghetti italiens. Il est souvent crédité sous les noms de Robert Widmark, Cole Kitosh, Al Waterman et Albert Nova.
Il a trois frères Arnaldo (né en 1938), Roberto (1946-2019) et Ottaviano Dell'Acqua (1955) qui sont également acteurs et cascadeurs.

## Filmographie

### Cinéma
- 1955 : La rossa de Luigi Capuano : un enfant
- 1964 : Les Géants de Rome (I giganti di Roma) d'Antonio Margheriti : Valerius
- 1966 : Sept Écossais du Texas (7 pistole per i MacGregor) de Franco Giraldi : Dick MacGregor (crédité sous le nom d'Albert Waterman)
- 1966 : Texas Adios (Texas, addio) de Ferdinando Baldi : Jim Sullivan (crédité sous le nom de Cole Kitosch)
- 1967 : Sept Écossais explosent (7 donne per i Mac Gregor) de Franco Giraldi : Dick MacGregor (crédité sous le nom de Cole Kitosch)
- 1967 : Calibre 32 (Killer calibro 32) d'Alfonso Brescia : Spot Averell (crédité sous le nom de Cole Kitosch)
- 1967 : L'Homme, l'Orgueil et la Vengeance (L'uomo, l'orgoglio, la vendetta) de Luigi Bazzoni : Remendado, jeune trafiquant
- 1968 : Ringo ne devait pas mourir (I lunghi giorni dell'odio) de Gianfranco Baldanello : Rooney
- 1968 : Avec Django, la mort est là (Joko invoca Dio... e muori) de Antonio Margheriti : Richie Barrett (crédité sous le nom d'Albert Nova)
- 1968 : Une minute pour prier, une seconde pour mourir (Un minuto per pregare, un istante per morire) de Franco Giraldi : fils de Ruby (non crédité)
- 1968 : Son nom crie vengeance (Il suo nome gridava vendetta) de Mario Caiano : bandit (non crédité)
- 1968 : Ciel de plomb (E per tetto un cielo di stelle) de Giulio Petroni : bagarreur dans le saloon (non crédité)
- 1968 : Tuez-les tous... et revenez seul ! (Ammazzali tutti e torna solo) de Enzo G. Castellari : The Kid
- 1969 : La Colline des bottes (La collina degli stivali) de Giuseppe Colizzi : Hans, acrobate
- 1970 : Pussycat, Pussycat, I Love You (en) de Rodney Amateau
- 1970 : Les Vengeurs de l'Ave Maria de Bitto Albertini : Pete
- 1970 : On l'appelle Trinita (Lo chiamavano Trinità...) de Enzo Barboni : Mormon (non crédité)
- 1971 : Le Retour de Sabata (È tornato Sabata... hai chiuso un'altra volta!) de Gianfranco Parolini : un citadin (non crédité)
- 1972 : ...E alla fine lo chiamarono Jerusalem l'implacabile (Padella calibro 38) d'Antonio Secchi : sergent
- 1972 : Dépêche-toi Sartana, je m'appelle Trinita (Trinità e Sartana figli di...) de Mario Siciliano : Sartana (crédité sous le nom de Robert Widmark)
- 1972 : Alleluia et Sartana, fils de... (Alleluja e Sartana figli di... Dio) de Mario Siciliano : Sartana (crédité sous le nom de Robert Widmark)
- 1973 : Les Amazones font l'amour et la guerre (Le Amazzoni - Donne d'amore e di guerra) d'Alfonso Brescia : Llio
- 1973 : Le Fils de Zorro (Il figlio di Zorro) de Gianfranco Baldanello : Don Rocardo Villaverde / Zorro (crédité sous le nom de Robert Widmark)
- 1974 : Des Filles pour deux voyous (Dschungelmädchen für zwei Halunken) de Ernst Hofbauer et Fernando Orozco : Jeff (crédité sous le nom de Robert Widmark)
- 1975 : Attachez vos ceintures (Zwei Teufelskerle auf dem Weg ins Kloster) de Ernst Hofbauer et Fernando Orozco : Jim (crédité sous le nom de Robert Widmark)
- 1976 : La Grande Châtaigne (it) (Üç kagitçilar) de Natuk Baytan (tr) : Piç Riza (crédité sous le nom de Robert Widmark)
- 1977 : Babanin Evlatlari de Natuk Baytan et Ernst Hofbauer : Casanova / Pire Mehmet (crédité sous le nom de Robert Widmark)
- 1977 :  Adios California (California) de Michele Lupo : soldat sudiste (non crédité)
- 1977 :  Le Parfait Tueur (Quel pomeriggio maledetto) de Mario Siciliano : Luc, tueur à gages (crédité sous le nom de Robert Widmark)
- 1977 :  Bas belasi d'Atif Yilmaz : Piç Riza / Firlama Necmi (crédité sous le nom de Robert Widmark)
- 1979 :  L'Important c'est de tuer (Dinero maldito) de Sergio Garrone : José / Joseph (crédité sous le nom de Robert Widmark)
- 1979 :  L'Enfer des zombies (Zombi 2) de Lucio Fulci : zombie (non crédité)
- 1983 :  Le Gladiateur du futur (Endgame - Bronx lotta finale) de Joe D'Amato : Gabe Mantrax (crédité sous le nom d'Al Waterman)
- 1986 :  Afghanistan Connection (I giorni dell'inferno) de Tonino Ricci : soldat (non crédité)
- 1989 :  Miami Cops d'Alfonso Brescia (crédité sous le nom de Robert Widmark)
- 1989 :  After Death (Oltre la morte) de Claudio Fragasso : le scientifique qui tire le prêtre vaudou (non crédité)
- 1990 :  Tre colonne in cronaca de Carlo Vanzina : un agent des services secrets
- 1991 :  Buck ai confini del cielo de Tonino Ricci : Jeff (crédité sous le nom de Robert Widmark)
- 1995 :  Policier (Poliziotti) de Giulio Base
- 2000 :  Nella terra di nessuno de Gianfranco Giagni

### Télévision
- 1970 : La Lutte de l'homme pour sa survie (La lotta dell'uomo per la sua sopravvivenza) (4 épisodes)
- 1998 : Il figlio di Sandokan : Jafar (mini-série)

## Distinctions

### Récompenses
- 2017 - Almería Western Film Festival : prix « Tabernas de Cine », prix honorifique récompensant sa carrière cinématographique et son apport au genre western[2],[3].

## Voix francophones
Dans Texas adios de Ferdinando Baldi de 1966, Cole Kitosch est doublé par l'acteur français Jean-Pierre Leroux. 